# 真理絵
真理絵（まりえ）は、日本の女性歌手。主にアダルトゲームの主題歌を歌っている。茨城県日立市出身。血液型はA型。

## 作品

### アルバム
- GWAVE SuperFeatures ADVANCED BLUE（2005年9月30日発売、GWAVE）
  1. veracious 〜またたく一瞬の光〜
  2. 黄金流砂
  3. 祈りの翼
  4. NeverDespair
  5. Deepsea fish
  6. 巡る地球
  7. ポジティブで行こう!
  8. 笑顔で続くこの道を
  9. push and tough
  10. over and over
  11. rhythmic
  12. Dear...
- GWAVE SuperFeatures vol.5 月華焔（2007年4月27日発売、GWAVE）
  1. 月に祈る 〜prologue〜
  2. 約束
  3. World filled
  4. Feeling This （PCゲーム『淫妖蟲 蝕 〜凌触島退魔録〜』OP主題歌）
  5. 蝶ノ夢 （PCゲーム『蝶ノ夢』OP主題歌）
  6. CRAVE
  7. NO WAY （PCゲーム『淫妖蟲 〜凌触学園退魔録〜』OP主題歌）
  8. 真冬の花
  9. Poesie
- 真理絵 Works Best「Jump Up!」（2009年9月16日発売、ティームエンタテインメント）
  1. ユニゾン （PCゲーム『ふたりでひとつの恋心』OP主題歌）
  2. フラワーダイナマイツ （PCゲーム『はなマルッ2』OP主題歌）
  3. ポケット （PCゲーム『ドキドキ母娘レッスン 〜教えて♪Hなお勉強〜』OP主題歌）
  4. 恋の巻物 （PCゲーム『くのいちばんっ!』OP主題歌）
  5. Power of Love （PCゲーム『プリンセス小夜曲』OP主題歌）
  6. HYPER GIRLS GO! GO! （PCゲーム『FESTA!! -HYPER GIRLS POP-』OP主題歌）
  7. When I'm With You （PCゲーム『魔法少女マナ』OP主題歌）
  8. キミの記憶 （PCゲーム『魔法少女マナ』ED主題歌）
  9. Faraway love （PCゲーム『MOON CHILDe』OP主題歌）
  10. Trick Or Treat? （PCゲーム『とり×とり』OP主題歌）
  11. Dream After Dream （PCゲーム『とり×とり』ED主題歌）
  12. あした、ラブレター （PCゲーム『おあずけフェティッシュ!』OP主題歌）
  13. JUMPING （PCゲーム『人妻コスプレ喫茶2』OP主題歌）
  14. そらいろのツバサ （PCゲーム『マジカルウィッチアカデミー 〜ボクと先生のマジカルレッスン〜』OP主題歌）
  15. Honey （PCゲーム『TOYつめちゃいましたっ』OP主題歌）
  16. Clover Heart's （PCゲーム『Clover Heart's』OP主題歌）
- 真理絵 Works Best II「Sing Up!」（2011年1月26日発売、ティームエンタテインメント）
  1. ロケットラブパニック! （PCゲーム『幼なじみは大統領 My girlfriend is the PRESIDENT.』OP主題歌）
  2. タカラモノ （PSPゲーム『Canvas3 〜七色の奇跡〜』柊イメージソング）
  3. READY 4 U :) （PCゲーム『チュートリアルサマー』OP主題歌）
  4. 光より早い夏の欠片 （PCゲーム『Elle:PrieR 〜しあわせの欠片をさがして〜』OP主題歌）
  5. 恋文ロマンチカ （PCゲーム『恋文ロマンチカ』開幕編OP主題歌）
  6. Heart of crusader （PCゲーム『ダンジョンクルセイダーズ 〜TALES OF DEMON EATER〜』OP主題歌）
  7. 光の中で （PCゲーム『まじからっと☆れいでぃあんと』挿入歌）
  8. Moon
  9. ENGAGE LINKS （PCゲーム『ENGAGE LINKS』OP主題歌）
  10. Days （PCゲーム『なつぽち』OP主題歌）
  11. Treasure〜小さな旅立ち〜 （PCゲーム『りりかる!』OP主題歌）
  12. NO WAY （PCゲーム『淫妖蟲 〜凌触学園退魔録〜』OP主題歌）
  13. 陽だまりのつくり方 （PCゲーム『長靴をはいたデコ』OP主題歌）
  14. ひとつだけの願いごと （PCゲーム『うたてめぐり』挿入歌）
  15. Your Lips （PCゲーム『キスと魔王と紅茶』OP主題歌）
  16. アンコール （PCゲーム『幼なじみは大統領 My girlfriend is the PRESIDENT.』ED主題歌）
  17. Clover Heart's (Live Ver.)
- メロディア・メロディカ Marie -Vocal Collection- （2013年4月26日、ディファレンシア）
  1. 百花繚乱ファンタズム （PCゲーム『鬼ごっこ！』OP主題歌）
  2. Artemis Blue （PCゲーム『アルテミスブルー』OP主題歌）
  3. Always （アルバム用描き下ろし曲）
  4. Spider Game （PCゲーム『懲罰指導』主題歌）
  5. SHINE RING （PCゲーム『中の人などいない！トーキョー・ヒーロー・プロジェクト』OP主題歌）
  6. 心のラプチャー 2013 Melo×2 version （「Ars Combinatoria」収録　2013version）
  7. 君と描く未来 （PCゲーム『ぬっぷぬぷ母娘みっくす』主題歌）
  8. 大切だから （PCゲーム『鬼ごっこ！ファンディスク』ED主題歌）
  9. メロディア・メロディカ （アルバム用描き下ろし曲）
  10. NERVOUS （PCゲーム『或ル家族ノ姦系図』主題歌）
  11. アンリミテッド -Lost azurite Version- （PCゲーム『Re:birth colony -Lost azurite-』挿入歌）
  12. ミラクル☆ストーリー （PCゲーム『ぜったいマジイキ！？イチャずらハプニング！』OP主題歌）
  13. 桃色の花咲く頃に （PCゲーム『鬼ごっこ！』ED主題歌）
  14. Megumira -メグミラ- （PCゲーム『オトミミ∞インフィニティー』OP主題歌）

### コンピレーション
- Full throttle -AXL Vocal Collection-（2007年8月24日発売、AXL）
  - YOURS EVER （PCゲーム『チュートリアルサマー』ED主題歌）
  - Sunny Day,Sunny Place （PCゲーム『ひだまり』OP主題歌）
  - 花色春風 （PCゲーム『ひだまり』ED主題歌）
  - ロンド （PCゲーム『キミの声がきこえる』ED主題歌）
  - eternal smile （PCゲーム『恋する乙女と守護の楯』ED主題歌）
- Shift Up -AXL Vocal Collection 2-（2009年8月28日発売、AXL）
  - 約束の場所 （PCゲーム『Princess Frontier』ED主題歌）
- ALcot Vocal collection Vol.1 recollections（2009年2月6日発売、ALcot）
  - Purest Days （PCゲーム『FairChild』イメージソング）
- ALcot Vocal collection Vol.2 relations（2009年2月6日発売、ALcot）
  - Triptych （PCゲーム『Triptych』OP主題歌）
- Little Wing works album "Thanksgiving"（2009年3月4日発売、ティームエンタテインメント）
  - toy memory （PCゲーム『ふぁみ☆すぴ!! 〜FamiliarSpirits!!〜』OP主題歌）
  - 桜の木の下で （PCゲーム『胸キュン! はぁと de 恋シ・テ・ル』ED主題歌）
  - エパティーク （PCゲーム『レクイエム』OP主題歌）
  - ever green （PCゲーム『レクイエム』ED主題歌）
  - NEVER GIVE UP! 〜TO WORLD〜 （PCゲーム『まじれす!!〜おまたせリトルウイング〜』OP主題歌）
- SkyFish vocal collection vol.01（2009年5月29日発売、HOBiRECORDS）
  - sapphirus （PCゲーム『ふぁみ☆すぴ!! 〜FamiliarSpirits!!〜』ED主題歌）
  - Gerbera〜希望の花〜 （PCゲーム『キスよりさきに恋よりはやく』OP主題歌）
  - フタリユラリ （PCゲーム『キスよりさきに恋よりはやく』ED主題歌）
- Barbarian On The Groove Works Collection（2010年3月26日発売、ARIEL WAVE）
  - 響きあう夜を抜けて （PCゲーム『僕がサダメ 君には翼を。』挿入歌）
  - Guardian Heart （PCゲーム『暁の護衛〜プリンシパルたちの休日〜』OP主題歌）
  - reach for （PCゲーム『ガチ乙女クインテット』OP主題歌）
- fripSide PC game compilation vol.1（2012年1月1日、scfs-1201）
  - Triptych -fripSide arrange ver.-
- SUPER SHOT4 -美少女ゲームリミックスコレクション-（2012年1月27日発売、SHOT MUSIC）
  - Artemis Blue(ALR Remix) （PCゲーム『アルテミスブルー』OP主題歌）
- apriori -アプリオリ-（2012年1月31日発売、Barbarian On The Groove）
  - 箱庭の檻
- AXLボーカルソング集3「Flat out」（2012年2月24日発売、AXL）
  - Naturally （PCゲーム『かしましコミュニケーション』エストED曲）
  - パラレルライン （PCゲーム『愛しい対象の護り方』結衣ED曲）
- CLOCK ZERO 〜終焉の一秒〜 SONG COLLECTION「Beautiful World」（2012年4月4日発売、TEAM Entertainment）
  - 階差の螺旋 （PS2ゲーム『CLOCK ZERO 〜終焉の一秒〜』OP主題歌）
  - 青空の確率 （ドラマCD『「それから」の記憶 〜ぼくらの中学生日記〜』テーマソング）
  - 終わらないチェス・クロック （政府イメージソング） ※歌：真理絵&綾野えいり
  - 階差の螺旋 -LIVE ver.- （『TEAM Entertainment Live Act 2011』より）
- ‘＆’-空の向こうで咲きますように- サウンドトラック（2012年4月25日発売、5pb.）
  - Lost Memories （PCゲーム『‘&’ - 空の向こうで咲きますように -』ED主題歌）
- atled -everlasting song- ボーカルアルバム（2012年7月27日発売、FLAT）
  - 最後のキス （PCゲーム『atled -everlasting song-』1章挿入歌）
  - 昨日の涙と明日の笑顔 （PCゲーム『atled -everlasting song-』ED主題歌）
- ALcot Vocal Collection. Vol.04 Ding Dong（2012年8月9日、ALcot-AV-009）
  - 百花繚乱ファンタズム （PCゲーム『鬼ごっこ!』OP主題歌）
  - ビタミンラブ（PCゲーム『キッキングホース★ラプソディ』ED主題歌）
  - 桃色の花咲く頃に（PCゲーム『鬼ごっこ!』ED主題歌）
- SINCLIENT オリジナルサウンドトラック（2012年9月28日発売、BOOST5）
  - remember you forever （PCゲーム『SINCLIENT』ED主題歌）
- Re：birth colony -Lost azurite- ORIGINAL SOUND TRACK（2012年11月22日発売、ディファレンシア）
  - アンリミテッド -Lost azurite Version- （PCゲーム『Re:birth colony -Lost azurite-』挿入歌）
  - 眠れる明日へ （PCゲーム『Re:birth colony -Lost azurite-』ED主題歌）
- GWAVE 2012 1st Memories （2012年12月28日発売、SOL International）
  - 愛憎 （PCゲーム『喰ヒ人』OP主題歌）
- 中の人などいない！ オリジナルサウンドトラックス （2013年1月25日発売、ALcot）
  - SHINE RING （PCゲーム『中の人などいない! トーキョー・ヒーロー・プロジェクト』OP主題歌）
  - Rebirth∞Impact （PCゲーム『中の人などいない! トーキョー・ヒーロー・プロジェクト』ED主題歌）
- MANYO WORKS BEST!! （2013年4月3日発売、ティームエンタテインメント）
  - Triptych （PCゲーム『Triptych』OP主題歌）
  - 閃光 （書き下ろし曲）
- GWAVE 2012 2nd Memories （2013年7月26日、SOL International）
  - SHINE RING （PCゲーム『中の人などいない! トーキョー・ヒーロー・プロジェクト』OP主題歌）
  - ミラクル☆ストーリー （PCゲーム『ぜったいマジイキ！？イチャずらハプニング！』OP主題歌）
- Barbarian On The Groove Works Collection 4th （2013年10月31日、ディファレンシア）
  - Lost Memories （PCゲーム『‘&’-空の向こうで咲きますように-』ED主題歌）
  - Megumira -メグミラ- （PCゲーム『オトミミ∞インフィニティー』OP主題歌）
- GWAVE 2013 1st Progress （2013年12月27日、Studio DEEN）
  - ボクハボクノユメヲ （PCゲーム『籠女の繭 ～受胎忍法帖～』主題歌）
- ARIELWAVE VOCAL COLLECTION （2014年4月25日、ARIEL WAVE）
  - オトメゴコロが恋心 （PCゲーム『つよきすNEXT』2nd OP主題歌）
- GWAVE 2014 2nd Favorite （2015年6月26日、Studio DEEN）
  - Cold sleep （PCゲーム『淫妖蟲 凶 ～凌触病棟退魔録～』主題歌）
- レンドフルール オリジナルサウンドトラック （2015年8月26日、ティームエンタテインメント）
  - まどろみの蕾 （PS Vita『レンドフルール』）
- GWAVE 2015 1st Colors （2015年12月25日、Studio DEEN）
  - worthless （PCゲーム『攫ノ雌』主題歌）
  - Focus love （PCゲーム『LOVEREC.』OP主題歌）

### ゲーム
2003年
- Wind of Cronus （PCゲーム『プレゼンス』OP主題歌）
- Clover Heart's （PCゲーム『Clover Heart's』OP主題歌）
- ちっちゃな恋 （PCゲーム『ななみとこのみのおしえてA・B・C』OP主題歌）
- けせらせら （PCゲーム『ななみとこのみのおしえてA・B・C』ED主題歌）

2004年
- はなマルッ! （PCゲーム『はなマルッ!』OP主題歌）
- きっと、ずっと。。。 （PCゲーム『はなマルッ!』ED主題歌）
- NEVER GIVE UP! 〜TO WORLD〜 （PCゲーム『まじれす!!〜おまたせリトルウイング〜』OP主題歌）
- ハートフルパニック! （PCゲーム『シスターシスター〜恋のハートフルパニック〜』OP主題歌）
- hepatique （PCゲーム『REQUIEM』OP主題歌）

2005年
- Honey （PCゲーム『Clover Heart's append disc TOYつめちゃいましたっ』OP主題歌）
- 晴れ、どきどき恋っ! （PCゲーム『つくしてあげるの! 〜だっておにいちゃんのおよめさんになりたいんだもん〜』OP主題歌）
- そらいろのツバサ （PCゲーム『マジカルウィッチアカデミー 〜ボクと先生のマジカルレッスン〜』OP主題歌）
- SMILING 〜勇気の欠片〜 （PCゲーム『学園怪傑くるり!』OP主題歌）
- NO WAY （PCゲーム『淫妖蟲 〜凌触学園退魔録〜』OP主題歌）
- 祈りの翼 （PCゲーム『黒の歌姫』ED主題歌）
- 恋の巻物 （PCゲーム『くのいちばんっ!』OP主題歌）
- READY 4 U :) （PCゲーム『チュートリアルサマー』OP主題歌）
- YOURS EVER （PCゲーム『チュートリアルサマー』ED主題歌）
- Power of Love （PCゲーム『プリンセス小夜曲』OP主題歌）
- HYPER GIRLS GO! GO! （PCゲーム『FESTA!! -HYPER GIRLS POP-』OP主題歌）

2006年
- ユニゾン （PCゲーム『ふたりでひとつの恋心』OP主題歌）
- 放課後は別の顔 （PCゲーム『艶劇倶楽部』OP主題歌）
- I Believe （PCゲーム『純恋 〜JUNREN〜』OP主題歌）
- SAVE MY SOUL, SAVE YOUR DREAM （PCゲーム『純恋 〜JUNREN〜』2nd OP主題歌）
- Triptych （PCゲーム『Triptych』OP主題歌）
- JUMPING （PCゲーム『人妻コスプレ喫茶2』OP主題歌）
- Sunny Day,Sunny Place （PCゲーム『ひだまり』OP主題歌）
- 花色春風 （PCゲーム『ひだまり』ED主題歌）
- 却下! 〜It Is a Next CHOice〜 （PCゲーム『委員長は承認せず! 〜It Is a Next CHOice〜』OP主題歌）
- この風の向こう （PCゲーム『委員長は承認せず! 〜It Is a Next CHOice〜』ED主題歌）
- Feeling This （PCゲーム『淫妖蟲 蝕 〜凌触島退魔録〜』OP主題歌）
- When I'm With You （PCゲーム『魔法少女マナ』OP主題歌）
- Trick Or Treat? （PCゲーム『とり×とり』OP主題歌）
- Days （PCゲーム『なつぽち』OP主題歌）
- toy memory （PCゲーム『ふぁみ☆すぴ!! 〜FamiliarSpirits!!〜』OP主題歌）
- sapphirus （PCゲーム『ふぁみ☆すぴ!! 〜FamiliarSpirits!!〜』ED主題歌）
- Heart of crusader （PCゲーム『ダンジョンクルセイダーズ 〜TALES OF DEMON EATER〜』OP主題歌）

2007年
- STAY （PCゲーム『ああっお嬢様っ』OP主題歌）
- シリウス （PS2ゲーム『マナケミア 〜学園の錬金術士たち〜』挿入歌）
- ねぇ （PS2ゲーム『マナケミア 〜学園の錬金術士たち〜』挿入歌）
- eternal smile （PCゲーム『恋する乙女と守護の楯』ED主題歌）
- 別れの言葉 （PCゲーム『蠱惑の刻』OP主題歌）
- 陽だまりのつくり方 （PCゲーム『長靴をはいたデコ』OP主題歌）
- Ha.Lu. （PCゲーム『8665^2 ハルルコのジジョウ』OP主題歌）
- 響きあう夜を抜けて （PCゲーム『僕がサダメ 君には翼を。』挿入歌）
- Purest Days （PCゲーム『FairChild -フェアチャイルド-』イメージソング）
- flower （PCゲーム『兄嫁はいじっぱり』OP主題歌）

2008年
- あした、ラブレター （PCゲーム『おあずけフェティッシュ!』OP主題歌）
- トライアングル （PCゲーム『冷徹冷静しかしてxxx!!』挿入歌）
- 時計塔の上から （PCゲーム『冷徹冷静しかしてxxx!!』ED主題歌）
- 約束の場所 （PCゲーム『Princess Frontier』アルエED曲）
- My Silly Days （PS2ゲーム『マナケミア2 〜おちた学園と錬金術士たち〜』OP主題歌）
- ユウキノカケラ （PCゲーム『二代目は☆魔法少女』ED主題歌）
- フラワーダイナマイツ （PCゲーム『はなマルッ2』OP主題歌）
- Gerbera〜希望の花〜 （PCゲーム『キスよりさきに恋よりはやく』OP主題歌）
- フタリユラリ （PCゲーム『キスよりさきに恋よりはやく』ED主題歌）
- ENGAGE LINKS （PCゲーム『ENGAGE LINKS』OP主題歌）
- Guardian Heart （PCゲーム『暁の護衛〜プリンシパルたちの休日〜』OP主題歌）

2009年
- タカラモノ （PSPゲーム『Canvas3 〜七色の奇跡〜』柊イメージソング）
- カケガエノナイモノ （PCゲーム『W.L.O. 世界恋愛機構』サラサ・クレイン・フェミルナED曲）
- reach for （PCゲーム『ガチ乙女クインテット』OP主題歌）
- CameOn'n'GotIt （PCゲーム『マゾ×ラブ』OP主題歌） ※歌：真理絵&Rita
- 恋文ロマンチカ （PCゲーム『恋文ロマンチカ』開幕編OP主題歌）
- 星光灯庭 （PCゲーム『恋文ロマンチカ』恋人編OP主題歌）
- 夕餉の歌 （PCゲーム『恋文ロマンチカ』挿入歌）
- ロケットラブパニック! （PCゲーム『幼なじみは大統領 My girlfriend is the PRESIDENT.』OP主題歌）
- アンコール （PCゲーム『幼なじみは大統領 My girlfriend is the PRESIDENT.』ED主題歌）
- LOVEコンプレックス （PCゲーム『幼なじみは大統領 My girlfriend is the PRESIDENT.』イメージソング）
- Your Lips （PCゲーム『キスと魔王と紅茶』OP主題歌）
- 恋は∞まじっく! （PCゲーム『スズノネセブン! Sweet Lovers' Concerto』OP主題歌） ※歌：真理絵&Rita
- 優しい気持ち （PCゲーム『スズノネセブン! Sweet Lovers' Concerto』イメージソング）
- Long time ago （PCゲーム『スズノネセブン! Sweet Lovers' Concerto』ED主題歌）
- Dear My Love （PCゲーム『スズノネセブン! Sweet Lovers' Concerto』ED主題歌）
- アンリミテッド （PCゲーム『フェイクアズール・アーコロジー』OP主題歌）

2010年
- Naturally （PCゲーム『かしましコミュニケーション』エストED曲）
- 光の中で （PCゲーム『まじからっと☆れいでぃあんと』挿入歌）
- Treasure〜小さな旅立ち〜 （同人ゲーム『りりかる!』OP主題歌）
- 光より早い夏の欠片 （PCゲーム『Elle:PrieR 〜しあわせの欠片を探して〜』OP主題歌）
- 階差の螺旋 （PS2ゲーム『CLOCK ZERO 〜終焉の一秒〜』OP主題歌）
- ビタミンラブ （PCゲーム『キッキングホース★ラプソディ』ED主題歌）
- 世界の果て君が見た夢 （PCゲーム『魍魎の贄』OP主題歌）

2011年
- Spider Game （PCゲーム『懲罰指導』OP主題歌）
- Artemis Blue （PCゲーム『アルテミスブルー』OP主題歌）
- 百花繚乱ファンタズム （PCゲーム『鬼ごっこ!』OP主題歌）
- 桃色の花咲く頃に （PCゲーム『鬼ごっこ!』ED主題歌）
- Labyrinth （PCゲーム『シークレットゲーム CODE:Revise』挿入歌）
- イチズニミライ （PCゲーム『CURE GIRL』ED主題歌）
- ノイズ （PCゲーム『CURE GIRL』挿入歌）
- 笑顔の向こう （PCゲーム『でりばらっ! -deliverance of strays-』ED主題歌）
- パラレルライン （PCゲーム『愛しい対象の護り方』結衣ED曲）
- Special☆Days （PCゲーム『超魔汁〜精液充填ダンジョン攻略!〜』OP主題歌）
- 錬金少女メルルのうた （PS3ゲーム『メルルのアトリエ 〜アーランドの錬金術士3〜』戦闘曲）
- 君と描く未来 （PCゲーム『ぬっぷぬぷ母娘♥みっくす!』OP主題歌）
- 影を光に光を影に （PCゲーム『シキガミ』OP主題歌）
- 満ちては咲く花のように （PCゲーム『ぽちとご主人様』OP主題歌）
- あの日、あなたと （PCゲーム『ぽちとご主人様』ED主題歌）
- Megumira - メグミラ - （PCゲーム『オトミミ∞インフィニティー』OP主題歌）
- 恋のレシピ （PCゲーム『SuGirly Wish』OP主題歌）
- 大切だから （PCゲーム『鬼ごっこ! ファンディスク』ED主題歌）
- バトルロイヤル （PCゲーム『凌成敗! 〜学園美少女制裁秘録〜』OP主題歌）
- 夏の足あと （PCゲーム『神聖にして侵すべからず』ED主題歌）

2012年
- 愛憎 （PCゲーム『喰ヒ人』OP主題歌）
- Lost Memories （PCゲーム『‘&’ - 空の向こうで咲きますように -』ED主題歌）
- NERVOUS （PCゲーム『或ル家族ノ姦系図』OP主題歌）
- 春に舞う想い （PCゲーム『はるまで、くるる。』ED主題歌）
- ミラクル☆ストーリー （PCゲーム『ぜったい!マジイキ!?イチャずらはぷにんぐ! 〜変形!、変態?手に入れた能力でエロメロパワーを収集せよ〜』主題歌）
- 最後のキス （PCゲーム『atled -everlasting song-』1章挿入歌）
- 昨日の涙と明日の笑顔 （PCゲーム『atled -everlasting song-』ED主題歌）
- SHINE RING （PCゲーム『中の人などいない!』OP主題歌）
- Rebirth∞Impact （PCゲーム『中の人などいない!』2nd OP主題歌）
- BIRTH （PCゲーム『絶体絶命少女』OP主題歌）
- remember you forever （PCゲーム『SINCLIENT』ED主題歌）
- アンリミテッド -Lost azurite Version- （PCゲーム『Re:birth colony -Lost azurite-』挿入歌）
- 眠れる明日へ （PCゲーム『Re：birth colony -Lost azurite-』ED主題歌）
- 恋空 （PCゲーム『キスベル』主題歌）

2013年
- ボクハボクノユメヲ（PCゲーム『籠女の繭 〜受胎忍法帖〜』OP主題歌）
- line of derivation（PSPゲーム『Princess Arthur』OP主題歌）
- 永遠への誓い（PSPゲーム『Princess Arthur』ED主題歌）
- 恋にムチュウ（PCゲーム『エッチから恋を引いても、友達にさえなれない。』OP主題歌）
- 花も嵐もセンセーション（PSPゲーム『鬼ごっこ! Portable』OP主題歌）
- あまイチャLOVE!（PCゲーム『ぜったいマジラブ！あまイチャはぷにんぐ！』OP主題歌）
- 空が流れるまま（PCゲーム『夢か現かマトリョーシカ』OP主題歌）
- オトメゴコロが恋心（PCゲーム『つよきすNEXT』OP主題歌）

2014年
- The Last Temptation（PCゲーム『ブラディオンベーダ』ED主題歌）
- かわいいぼうや（PCゲーム『腐果の濡獄』ED主題歌）
- give my word（PSVゲーム『Princess Arthur』OP主題歌）
- I wish...（PSVゲーム『Princess Arthur』ED主題歌）
- Clover Day's（PCゲーム『Clover Day's』OP主題歌）
- Clover Heart's -New days recording-（PCゲーム『Clover Day's』2nd OP主題歌）
- 夢は世界☆征服なのです（PCゲーム『こすぷれえっち ～レイヤー香奈の憂欝～』OP主題歌）
- 未来地図（PCゲーム『何故か彼女がボクにエッチを迫ってくる件』OP主題歌）
- Cold Sleep（PCゲーム『淫妖蟲 凶 ～凌触病棟退魔録～』OP主題歌）

2015年
- 巡り逢う双曲線（PSVゲーム『CLOCK ZERO ～終焉の一秒～ ExTime』挿入歌）
- worthless（PCゲーム『攫ノ雌』OP主題歌）
- Focus love（PCゲーム『LOVEREC.』OP主題歌）
- if you want（PCゲーム『続・悦楽の胤』OP主題歌）
- まどろみの蕾（PSVゲーム『レンドフルール』OP主題歌）
- moi-même（PSVゲーム『レンドフルール』ED主題歌）
- Innocent Sky（PCゲーム『空色イノセント』OP主題歌）

2016年
- ここにいるよ（PCゲーム『星空TeaParty』OP主題歌）
- 海界の向こう（PCゲーム『影人葬』ED主題歌）
- Re:born（PCゲーム『よめがみ My Sweet Goddess！』OP主題歌）

2017年
- ラブメーター（PCゲーム『フィットしちゃお! ～年上女性と汗だくレッスン初体験～』OP主題歌）
- Undermine（PCゲーム『新訳 淫妖蟲』OP主題歌）

2018年
- 純情可憐な恋の華（PCゲーム『将軍様はお年頃』OP主題歌）
- ねぇ ありがとう（PCゲーム『将軍様はお年頃』ED主題歌）
- アンソロジー（PCゲーム『カテキョしちゃお! ～ひとつ屋根の下、むひょひょ合宿物語～』OP主題歌）
- 有限無実（PCゲーム『グランギニョルの夜』OP主題歌）
- 終末の女神（PCゲーム『グランギニョルの夜』ED主題歌）
- Fly Again（PCゲーム『美乳淫妹 遥 -TRIPLE PLUS-「こんな恥ずかしいコスプレさせるなんて……この変態!」OP主題歌）
- 白き闇のアラベスク（PCゲーム『バタフライシーカー』OP主題歌）
- 絶望フラグメント（PCゲーム『バタフライシーカー ～カオス・ナイトメア～』OP主題歌）
- 夏に唄う（PCゲーム『母娘×シャッフル! ～夏休み、W母娘のいちゃいちゃ包囲網～』OP主題歌）

2019年
- Survival Rate（PCゲーム『暴淫荒野 白濁のビッチ姫 ～あなたの大きいのドンドン私にぶち込んで～ / ゲリラ少女ハント ～捕まったらモヒカン野郎の精液便所～』OP主題歌）
- 通り雨（PCゲーム『保育しちゃお! ～エッチな年上保母さんとイチャイチャお遊戯～』OP主題歌）
- 八日目の朝は雨（PCゲーム『妖花の園』OP主題歌）
- 運命のアルケミスト（PCゲーム『創神のアルスマグナ』OP主題歌）
- 擬態（PCゲーム『淫妖蟲 醜 ～凌蝕楽園退魔録～』OP主題歌）
- 花に告ぐ（PCゲーム『妖花の園II』OP主題歌）

2021年
- ひとなつMemory（PCゲーム『同級生 リメイク』OP主題歌）[2]

### アニメ
- CLANNAD
  - エンディングテーマ「だんご大家族」（コーラス担当）